# Красноградський медичний коледж
Красноградський медичний коледж — комунальний вищий навчальний заклад І рівня акредитації Харківської обласної ради, що розташований у Берестині Харківської області.

## Історія
1932 року було засновано медичний технікум. З 1955 року — медичне училище. 2005 року Красноградське медичне училище реорганізоване в Красноградський медичний коледж.

## Структура, спеціальності
Коледж готує молодших спеціалістів за фахом:
- Лікувальна справа;
- Сестринська справа.

Мужевська Олександра Дмитрівна.